# Jan Maciejko
Jan Maciejko, (ur. 2 stycznia 1913 w Tarnowie, zm. 21 października 1993 w Krakowie) – polski hokeista, grający na pozycji bramkarza w drużynie hokejowej Cracovii.
W Cracovii spędził prawie całą karierę (1926–1951). Występował także w Wiśle Kraków. Pięciokrotny mistrz Polski, 28-krotny reprezentant kraju. Olimpijczyk z Sankt Moritz 1948 oraz uczestnik dwóch turniejów o mistrzostwo świata (1939 i 1947). Jeden z najlepszych bramkarzy w historii krakowskiego klubu.
W czasie wojny obronnej Polski w 1939 r. ranny pod Biłgorajem. Od grudnia 1939 dowódca grupy dywersyjnej okręgowego Kedywu Kraków. Pod pseudonimem „Ryś” – był bohaterem walk z Niemcami, żołnierz I batalionu „Barbara” w Tarnowskiem. Odznaczony Krzyżem Virtuti Militari.
Po zakończeniu kariery zawodniczej trener Podhala Nowy Targ, Cracovii, AZS Kraków i Olszy Kraków.
Został pochowany na cmentarzu Rakowickim w Krakowie.